# Canal de Behm

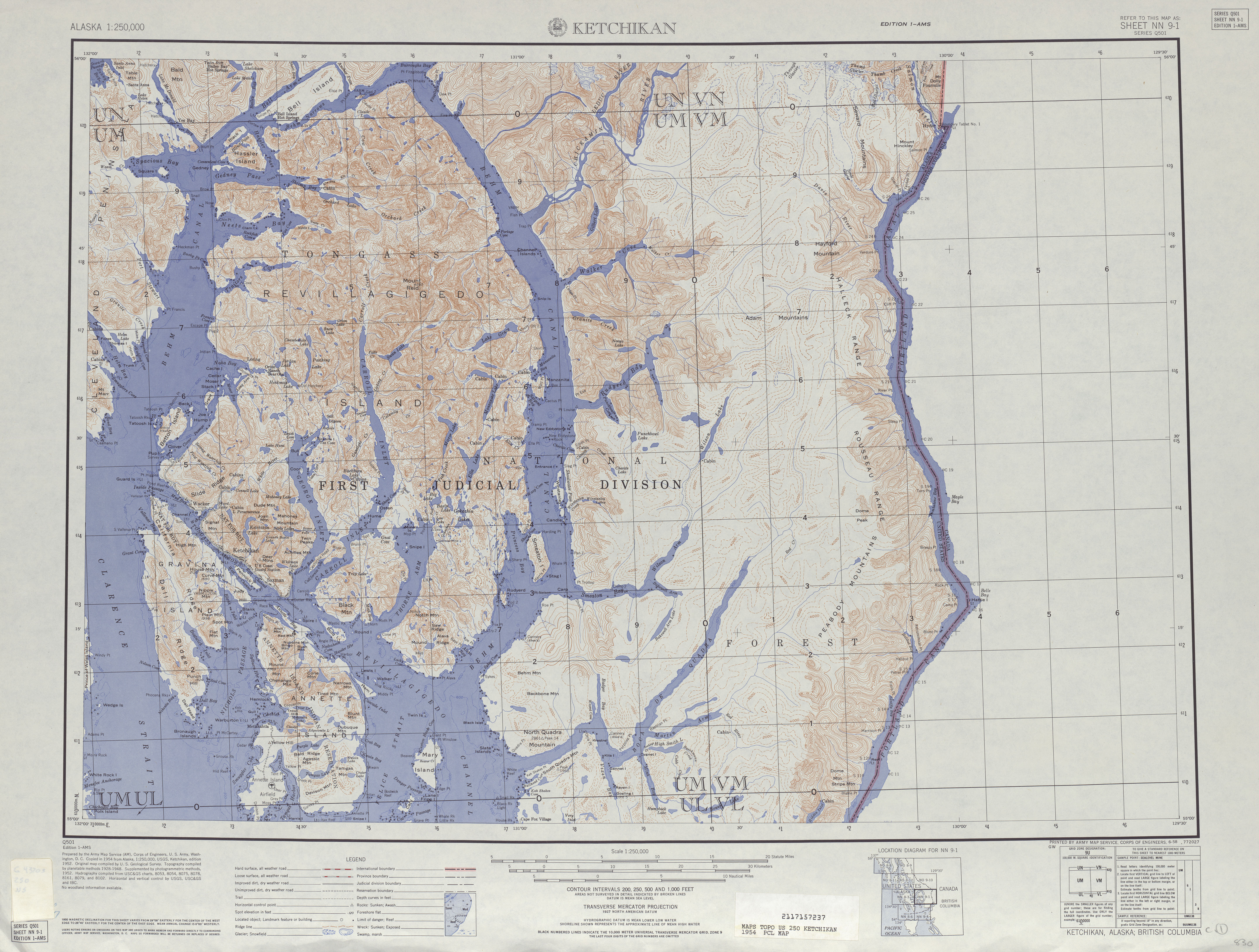
Mapa topográfico de parte do canal de Behm

O canal de Behm (em inglês:  Behm Canal) é um canal no arquipélago Alexandre, no panhandle do Alasca.
Com cerca de 174 km de comprimento, o canal de Behm separa a ilha Revillagigedo do Alasca continental. Do estreito de Clarence o canal estende-se para norte e nordeste, pelos Behm Narrows e pela foz do rio Unuk, e para sul pelo canal de Revillagigedo. Administrativamente, a região está englobada no distrito de Ketchikan Gateway.
O canal recebeu o seu nome dado por George Vancouver em 1793 em homenagem a Magnus von Behm, que foi governador da Kamchatka em 1779, quando os navios do Capitão James Cook, com Vancouver na tripulação, chegaram a Petropavlovsk pouco antes de Cook ser morto no Havai. Foi Behm quem levou a notícia da morte de Cook para a Europa.
O canal de Behm alberga um local de ensaios de submarinos da Marinha dos Estados Unidos.